# Belchford
Belchford – wieś w Anglii, w hrabstwie Lincolnshire, w dystrykcie East Lindsey. Leży 32 km na wschód od Lincoln i 195 km na północ od Londynu.